# Brownstown (Illinois)
Brownstown é uma vila localizada no estado americano de Illinois, no Condado de Fayette.

## Demografia
Segundo o censo americano de 2000, a sua população era de 705 habitantes. 
Em 2006, foi estimada uma população de 709, um aumento de 4 (0.6%).

## Geografia
De acordo com o United States Census Bureau tem uma área de 
1,6 km², dos quais 1,6 km² cobertos por terra e 0,0 km² cobertos por água. Brownstown localiza-se a aproximadamente 181 m acima do nível do mar.

## Localidades na vizinhança
O diagrama seguinte representa as localidades num raio de 24 km ao redor de Brownstown. 